# Ли Сноуден
Ли Сно́уден (англ. Leigh Snowden; 23 июня 1929, Мемфис, Теннесси — 11 мая 1982, Северный Голливуд, Калифорния) — американская актриса кино и телевидения.

## Биография
Марта Ли Эстес (настоящее имя актрисы) родилась 23 июня 1929 года в городе Мемфис (штат Теннесси, США). Отец умер, когда ей было три года, после чего Марта с матерью перебрались в городок Ковингтон в том же штате (ряд источников утверждают, что она там и родилась).
В 1952 году Сноуден с мужем сразу после свадьбы переехали в Сан-Франциско, а в 1954 году, после расставания с ним, она переселилась в Лос-Анджелес, где начала подрабатывать в малоизвестных модельных агентствах и случайными эпизодическими ролями на телевидении. В конце 1954 года она появилась в рождественском выпуске «Программы Джека Бенни». Его трансляция велась с военно-морской базы Сан-Диего, и когда девушка прошлась по сцене перед примерно десятью (по другим данным — двадцатью) тысячами моряков, она получила от них столько аплодисментов и одобрительного свиста, что уже на следующий день одиннадцать голливудских киностудий прислали ей предложения о работе («Матросы свистом задули блондинку в киностудию», как озаглавила свою статью одна из газет). Сноуден выбрала Universal Pictures, так как та единственная из всех предложила ей бесплатное обучение актёрскому мастерству. Сноуден училась ему вместе с Марой Кордэй, Пэт Кроули, Клинтом Иствудом, Джеймсом Гарнером и Джоном Сэксоном.
Артистическая карьера Сноуден продолжалась недолго, всего семь лет (1954—1961), за которые она успела появиться в 15 эпизодах 10 телесериалов и 11 кинофильмах (один из которых был короткометражным, а ещё в одном она не была указана в титрах). Тем не менее известно, что в 1966 году она вместе с мужем выступала в качестве певицы в воюющем Вьетнаме, а в 1971 году играла роль Маргарет «Мэгги» Поллитт (главная роль) в постановке «Кошка на раскалённой крыше» в театре города Фресно (Калифорния).
Ли Сноуден скончалась от рака кожи 16 мая 1982 года в Северном Голливуде (Лос-Анджелес).

### Личная жизнь
В 1952 году Марта Ли Эстес вышла замуж за своего одноклассника по имени Джеймс Сноуден. Пара переехала в Сан-Франциско (Калифорния), девушка взяла фамилию мужа и родила ему двоих детей, однако уже через два года последовало расставание, а ещё через год — развод, а Джеймс был призван в армию.

18 сентября 1956 года Сноуден вышла замуж второй раз. На этот раз её избранником стал известный аккордеонист и певец Дик Контино (1930—2017). Поначалу семья Контино, радикальные католики, возражали против этого брака, так как у Сноуден это был бы уже второй брак, и к тому же о грядущей свадьбе пара объявила уже через несколько недель после знакомства, но позднее они смягчились. Ли и Дик прожили вместе почти 26 лет до самой смерти актрисы. От этого брака остались трое детей.

## Избранная фильмография
Широкий экран
- 1955 — Целуй меня насмерть / Kiss Me Deadly — Чизкейк
- 1955 — Фрэнсис на флоте[англ.] / Francis in the Navy — Эпплби, медсестра
- 1955 — Всё, что дозволено небесами / All That Heaven Allows — Джо-Энн Грисби
- 1955 — Квадратные джунгли[англ.] / The Square Jungle — Лоррейн Эванс
- 1956 — Тварь ходит среди нас / The Creature Walks Among Us — Марсия Бартон[3]
- 1956 — Годы в седле[англ.] / The Rawhide Years — мисс Ванилла Бисселл
- 1956 — Вне закона[англ.] / Outside the Law — Мария Крейвен
- 1956 — Я уже жил раньше[англ.] / I've Lived Before — Лоис Гордон
- 1957 — Грохот хот-родов[англ.] / Hot Rod Rumble — Терри Уоррен
- 1961 — Команчерос[англ.] / The Comancheros — Эйда Белль (в титрах не указана)

Телевидение
- 1954 — Программа Джека Бенни / The Jack Benny Program — в роли самой себя (в выпуске San Diego Naval Training Center Show)
- 1955 — Комедийный час Colgate[англ.] / The Colgate Comedy Hour — в роли самой себя (в выпуске Gordon MacRae, Edgar Bergen & Charlie McCarthy)
- 1955 — Студия 57[англ.] / Studio 57 — Синди (в эпизоде The Will to Survive)
- 1955 — Шоу Микки Руни[англ.] / The Mickey Rooney Show — Мона Сандерс (в эпизоде Star Struck)
- 1955 — Видео-театр «Люкс»[англ.] / Lux Video Theatre — разные роли (в 2 эпизодах)
- 1955, 1959 — Шоу Боба Каммингса[англ.] / The Bob Cummings Show — разные роли (в 3 эпизодах)
- 1958 — Это Элис[англ.] / This Is Alice — Бетти Лу (в 3 эпизодах)
- 1959 — Опознание[англ.] / The Lineup — Хелен (в эпизоде Vengeful Knife)
- 1960 — Канатоходец[англ.] / Tightrope! — Кэнди (в эпизоде Three to Make Ready)
- 1960 — Отец-холостяк[англ.] / Bachelor Father — Элейн Бейкер (в эпизоде Where There's a Will)
- 1961 — Детективы[англ.] / The Detectives — Сьюзи (в эпизоде One Lucky Break)